# Kalachnikov RPK-74

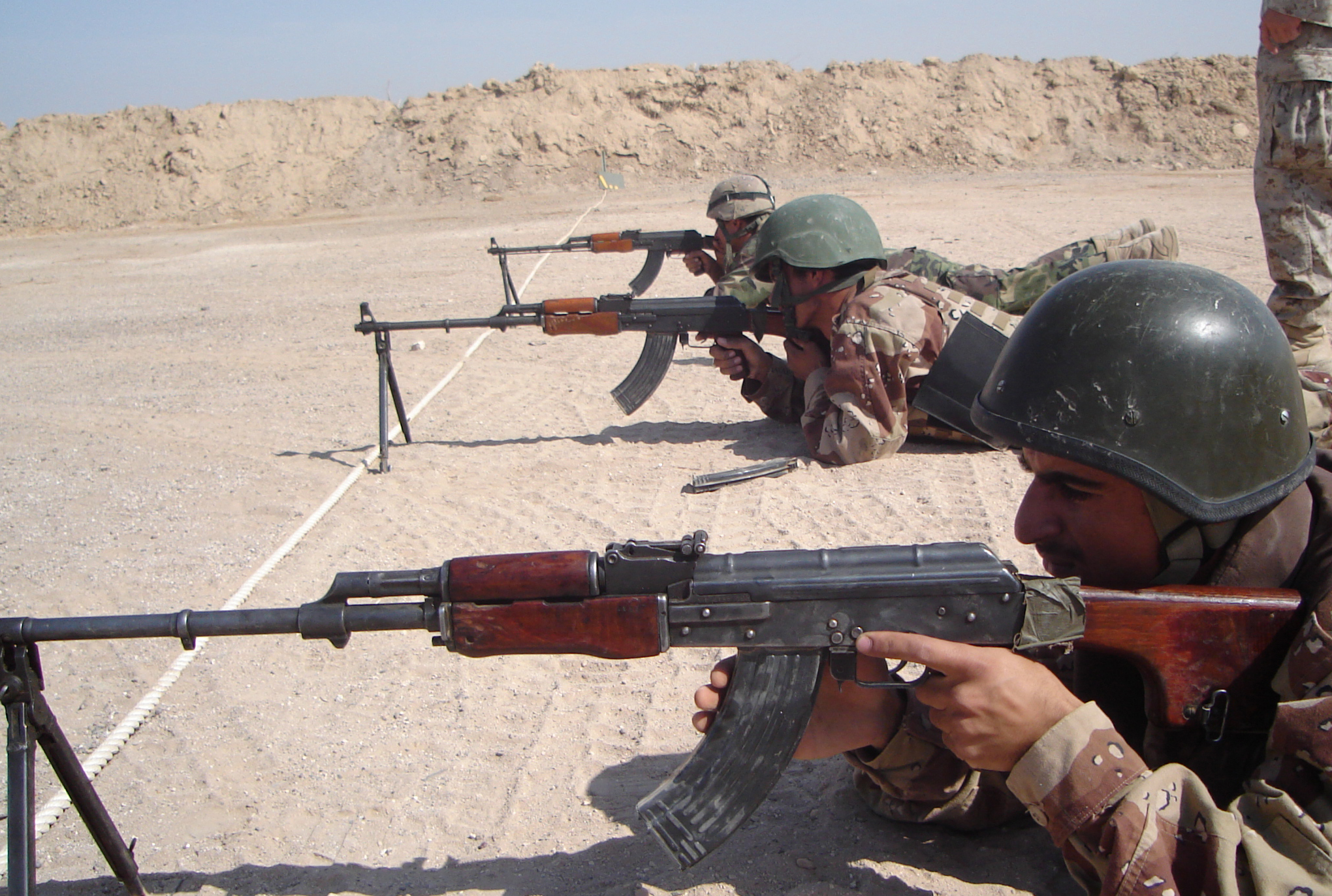
Des soldats irakiens avec un RPK, version précédente du RPK-74, durant un entraînement.

Le Kalashnikov RPK-74 est un fusil mitrailleur soviétique dérivé de l'AK-74 destiné aux troupes de combat et à l'infanterie lourde, comparable au M16 (fusil) Américains. Il succéda à la fin des années 1970 au RPK mais ne le remplacera totalement que dans les unités de première lignes soviétiques puis russes. Il est utilisé également par la Bulgarie, la Pologne et les nouvelles républiques issues de la CEI et lors de la guerre russo-ukrainienne.
Son mécanisme interne est presque identique à celui du fusil d'assaut à l'exception notable du compensateur. Il comporte un canon fixe plus lourd et plus long portant un bipied repliable fixé sous le guidon. Sa crosse est reprise du RPK.

## Pays utilisateurs
| - Afghanistan - Algérie - Allemagne de l'Est - Angola - Arménie - Bulgarie - Cambodge - Cap-Vert - Comores - Corée du Nord - Cuba - Géorgie | - Djibouti - Égypte - Éthiopie - Irak - Iran - Hongrie - Mali - [[Fichier:\|20x18px\|border\|Drapeau du Maroc\|class=noviewer]] Maroc - Nicaragua - Nigeria | - Pologne - Roumanie - Russie - Garde nationale (Russie) - Tchad - Ukraine - Union soviétique - Viêt Nam |

## Culture populaire
- Le Kalashnikov RPK-74 est une arme que l'on peut retrouver dans différents jeux vidéo de la saga Battlefield.
  - Battlefield 2 : arme de départ de la classe Soutien du camp de la Coalition Moyen-Orientale.
  - Battlefield 3[4].
  - Battlefield 4 : arme disponible dans l’extension "China Rising"[5],[6].

## Sources
Cette notice est issue de la lecture des revues spécialisées de langue française suivantes :
- Cibles (Fr)
- AMI/ArMI/Fire (B)
- Gazette des armes (Fr)
- Action Guns (Fr)
- Raids(Fr), notamment HS n° 26 & 28
- Assaut (Fr)